# CCP Games
CCP Games (Crowd Control Productions) ist ein in der isländischen Hauptstadt Reykjavík ansässiges Unternehmen, welches das Onlinespiel EVE Online und dessen Ableger entwickelt.

## Geschichte
Das Unternehmen wurde im Sommer 1997 gegründet. Nach fast sechs Jahren Entwicklung brachte CCP 2003 ihr erstes Computerspiel, EVE Online, auf den Markt und betreibt und erweitert es bis heute.
2006 fusionierte CCP mit White Wolf unter der Führung des damaligen CEOs von CCP, Hilmar Veigar Pétursson. Die Unternehmen wollen weiterhin ihre Namen beibehalten, aber ihre Stärken zusammenlegen. So werden die „Nebenprodukte“ zu EVE Online, wie das Sammelkartenspiel und ein geplantes Pen-&-Paper-Rollenspiel, von White Wolf vertrieben.
CCP erwirtschaftete im Geschäftsjahr 2007 bei einem Umsatz von 37,15 Mio. US-Dollar einen Gewinn von knapp 3,0 Mio. US-Dollar. 2008 werden etwa 35 % der Aktien mittelbar durch den isländischen Unternehmer Björgólfur Thor Björgólfsson gehalten. Der Jahresumsatz betrug im Jahr 2008 46,5 Mio. US-Dollar. Da CCP den größten Teil seiner Umsätze in Fremdwährungen erzielt und Auslandsniederlassungen hat, war das Unternehmen von der isländischen Finanzkrise weniger stark betroffen als andere isländische Unternehmen. Dennoch wurde auf dem Höhepunkt der Finanzkrise im Jahr 2008 spekuliert, dass die damals durch die isländische Zentralbank eingeführten Kapitalverkehrskontrollen CCP dazu zwingen könnten, das Land zu verlassen.
CCP plante ein Online-Spiel zur Vampirreihe World of Darkness von White Wolf. Als Zielgruppe werden junge Frauen zwischen 18 und 25 Jahren angepeilt.
Am 1. April 2014 wurde das Ende des Projektes bekanntgegeben.
Am 29. November 2012 gab das Museum of Modern Art bekannt, ab März 2013 EVE Online und 13 weitere Computerspiele für eine neue Design-Dauerausstellung in den Philip Johnson Galleries aufzunehmen. Alle Titel wurden als herausragende Vertreter im Bereich des Interaktionsdesigns bezeichnet. Kriterien waren neben der visuellen Qualität und der ästhetischen Erfahrung sämtliche Aspekte, die zur Gestaltung der Interaktion beitragen, etwa die Eleganz des Programmcodes oder das Design des Spielerverhaltens.

## Produkte
- EVE Online – Ein Massen-Mehrspieler-Online-Rollenspiel von 2003, welches im Weltraum einer fernen Zukunft angesiedelt ist.

- DUST 514 – Ein Free-to-play-Multiplayer-Shooter von 2013 für die PlayStation 3 im EVE-Online-Universum.[6]

- EVE Gunjack – Ein Arcade-Spiel von 2015 für das Samsung Gear VR System. Der Spieler übernimmt die Rolle eines Bordschützen auf einem Raumschiff aus EVE Online.[7]

- EVE: Valkyrie – Ein Weltraumshooter für Windows und PlayStation 4 von 2016, in dem man einen Raumjäger-Piloten in Dogfights im EVE-Online-Universum spielt.[8]

- EVE: Echoes – Eine Adaption von Eve Online für Mobiltelefone mit Android-/iOS-Betriebssystem. Es übernimmt sehr viele Elemente der PC-Version, wurde aber in vielen Bereichen für die Nutzung auf eben jene angepasst. Es startete am 13. August 2020.[9]